# Román Kézilabda-szövetség
A Román Kézilabda-szövetség Romániában működő, a kézilabda sportágat irányító szervezet. Tagja az Európai Kézilabda-szövetségnek (EHF), és a Nemzetközi Kézilabda-szövetségnek is (IHF). Székhelye Bukarestben található. A szövetség szervezi a nemzeti kézilabda-bajnokságokat és irányítja a férfi- és női válogatottat.

## Története
A világon az első 1920-beli berlini kézilabda mérkőzést kevéssel egy évvel követően, 1921-ben játszották Nagyszeben-ben Románia, minden bizonnyal első kézilabda mérkőzését. A kézilabdát a városba, és ugyanakkor az országba, a sportág előzményeként ismert Raffballt Lipcsében megismerő Wilhelm Binder 1913-ban vezette be.
Az elsőként Nagyszebenben, majd Aradon, Brassóban, Bukarestben, Lugoson, Ploiești-en és Temesváron létrejövő kézilabda bizottságok 1933-ban a már létező Román Kosár- és Röplabda-szövetségbe integrálódnak, megalakítva ekként a Román Kosár-, Röp- és Kézilabda-szövetséget, melynek első elnöke Nicolae Duțescu volt. Ebből a szervezetből önállósodik a Román Kézilabda-szövetség 1936. április 1-jén mint nem-kormányzati, közhasznú, apolitikus szervezet, magánjogi jogi személy.

## A szövetség vezetői

### Elnökök
- Nicolae Duțescu 1933–1936
- Ion Drăgan 1936–1940
- Maxim Ganțu 1940–1949
- Adrian Sabatini 1950–1952
- Petre Capră 1952–1957
- Tudor Vasile 1957–1968
- Dumitru Costea 1968–1973
- Ioan Kunst Ghermănescu 1973–1986, 1990–1992
- Ani Matei 1986–1988, 1991–1992
- Adrian PascalL 1992
- Cornel Oțelea 1993–1995
- Valentin Samungi 1995–1996
- Cristian Gațu 1996–2014
- Alexandru Dedu 2014-

### Főtitkárok
- Gheorghe Popescu “Geo” 1948–1949
- Lucian Grigorescu 1950–1986
- Mihail Marinescu 1986–1992, 2000-2012
- Niculae Nedeff 1992
- Doru Simion 1992–1994
- Romeo Sotiriu 1995–1996
- Mihail Ştark 1996–1999
- Valentin Samungi 1999–2000
- Mihail Bocan 2012-

## A válogatottak
Jelenleg (2017) a férfi válogatott szövetségi kapitánya Sorin Toacsen, a női válogatotté pedig Narcisa Lecușanu.